# Kapamilya Channel
Kapamilya Channel (estilizada como Kapamilya channel) é uma rede de televisão por assinatura filipina que faz parte da ABS-CBN Corporation.
A emissora começou a ser transmitida em 13 de junho de 2020 às 05:30, com a Kapamilya Daily Mass como seu primeiro programa. A rede foi criada como uma substituição da principal rede terrestre de ABS-CBN, que interrompeu as operações de transmissão aberta, conforme ordenado pela
Comissão Nacional de Telecomunicações (NTC) em 5 de maio de 2020, devido ao lapso de sua franquia legislativa. Ele carrega muitos programas que o ABS-CBN foi ao ar antes da parada.
A emissora está disponível através da maioria dos provedores de cabo e satélite selecionados que são membros da Philippine Cable Television Association (PCTA), incluindo a Sky Cable e a Sky Direct, arquivando as atribuições de canal desocupadas da principal rede ABS-CBN terrestre. Isso permite que a ABS-CBN Corporation continue produzindo e distribuindo conteúdo enquanto o resultado de seu pedido de franquia no Congresso ainda estiver pendente, uma vez que o pedido de cessação e desistência da NTC para o ABS-CBN abrange apenas o Canal 2 e suas outras estações de rádio e televisão abertas. A emissora também transmite ao vivo e disponibiliza a maioria de seus programas no serviço de streaming iWantTFC. Embora a própria rede esteja disponível apenas nas Filipinas, a maioria de seus programas locais está disponível no serviço de assinatura internacional da ABS-CBN, TFC.

## Programas

### Notícias e informações
- TeleRadyo
  - Kabayan
  - Radyo Patrol Balita Alas-Siyete
- Iba 'Yan
- Kuha Mo!
- Paano Kita Mapasasalamatan
- S.O.C.O.: Scene of the Crime Operatives
- TV Patrol
- The World Tonight

### Educacional
- Bayani (reprise)
- Epol/Apple (reprise)
- Hiraya Manawari (reprise)
- MathDali (reprise)
- Sine'skwela (reprise)
- Wikaharian

### Informativo
- Team FitFil

### Reality shows
- The Voice Teens (segunda temporada)
- Pinoy Big Brother

### Religiosos
- Kapamilya Daily Mass
- The Healing Eucharist

### Séries de televisão

#### Nacionais
- A Soldier's Heart
- Ang Probinsyano
- Love Thy Woman
- Ipaglaban Mo!
- Maalaala Mo Kaya
- Starla (recepción)
- The General's Daughter (recepción)

#### Estrangeiras
- Familiar Wife
- The King in Love
- The World of a Married Couple
- 2gether: The Series

### Programas de variedades
- ASAP Natin 'To
- It's Showtime

### Programas de entrevistas
- Magandang Buhay

### Informercial
- O Shopping

### Especiais
- G Diaries
- Sunday's Best

### Blocos de filme e apresentações especiais
- FPJ Da King
- Kapamilya Blockbusters
  - Kapamilya Action Sabado
  - Kapamilya Gold Hits
  - KB Family Weekend
  - Super Kapamilya Blockbusters
- Movie Central Presents